# Johann Christoph Paucker
Johann Christoph Paucker (* 10. Februar 1736 in Kolberg, Pommern; † 15. Februarjul. / 26. Februar 1776greg. in Tallinn) war ein evangelischer Geistlicher.

## Leben und Theologie
Johann Christoph Paucker studierte ab 1753 Evangelische Theologie an der Friedrichs-Universität in Halle. Anschließend ging er als Hauslehrer nach Estland.
Im Sommer 1757 wurde Paucker ordiniert. Ab 1757 war er Pfarrer der Gemeinde von Järva-Jaani (deutsch St. Johannis) in Järvamaa (Jerwen). Ab 1767 war Paucker Assessor des Konsistoriums und Vize-Propst, ab 1769 Propst vom Järvamaa.
Johann Christoph Paucker war an den Vorbereitungen für den Druck des Neuen Testaments 1773 in nord-estnischer Sprache beteiligt.
Er war der Begründer der ersten estnischsprachigen Kirchenpostille. Paucker hinterließ das Werk wegen seines frühen Todes unvollendet. Auf Betreiben des Konsistoriums wurde es ergänzt und 1779 in Tallinn als Jutlusse ramat (zu deutsch „Predigtbuch“) herausgegeben. Das Buch enthält zahlreiche seiner Predigten. Es wurde noch bis 1867 mehrmals neu aufgelegt.

## Privatleben
Paucker heiratete im Oktober 1758 in Tallinn Christina Helena Sperbach (1732–1779). Das Paar hatte mindestens drei Kinder. Pauckers Schwiegersohn war Johann Friedrich Ignatius (1755–1824), der aus einer angesehenen Theologenfamilie stammte.
Johann Christoph Paucker ist der Stammvater der Pastoren- und Gelehrtenfamilie Paucker, die großen Einfluss auf das Geistesleben im Estland des 19. Jahrhunderts gehabt hatte. Pauckers Sohn Heinrich Johann Paucker (1759–1819) wurde ebenfalls Pfarrer. Zu Johann Christoph Pauckers Enkeln zählen die Geistlichen Hugo Richard Paucker (1807–1872) und Heinrich Wilhelm Christoph Paucker (1797–1883), der Jurist und Historiker Julius von Paucker (1798–1856), der Mediziner Friedrich August Paucker (1801–1837) und der Astronom Magnus Georg Paucker (1787–1855).